# Ixophorus unisetus
Ixophorus es un género monotípico de plantas herbáceas de la familia de las poáceas. Su única especie, Ixophorus unisetus, es originaria de México, distribuyéndose desde México a Brasil y en Cuba.

## Descripción
Son plantas perennes cespitosas; con tallos de 50–140 cm de largo y 0.6–1 mm de ancho, suculentos, erectos, ramificados con la edad; nudos glabros o ligeramente adpreso pilosos; plantas monoicas. Vainas glabras, carinadas; lígula una membrana lacerada o ciliada, 1–2.5 mm de largo; láminas lineares, hasta 75 cm de largo y 10–25 mm de ancho, aplanadas, laxas, glabras. Inflorescencias terminales y axilares, panículas de racimos, panícula 10–25 cm de largo, cilíndrico-ovoide, racimos numerosos, simples, 2–8 cm de largo, escabrosos; cada espiguilla con una cerda subyacente, 7–12.5 mm de largo, víscida, espiguillas 3.5–4.7 mm de largo, lanceoladas y agudas en la antesis, anchamente ovadas en la madurez, subsésiles en 2 hileras a lo largo de los lados inferiores del raquis triquetro; desarticulación por debajo de las glumas, la espiguilla caediza como una unidad; glumas desiguales, herbáceas, gluma inferior anchamente ovada, 0.7–1.5 mm de largo, aguda, 1–3-nervia, gluma superior y lema inferior 3.5–4.7 mm de largo, ocultando al flósculo superior; flósculo inferior estaminado, con 2 lodículas y 3 estambres, las anteras 2–3.4 mm de largo; pálea inferior 2-carinada, tornándose circular en la madurez, con una base cordada y amplias alas cartáceas, mucho más ancha que el resto de la espiguilla; flósculo superior pistilado, 2–3.3 mm de largo, raramente con estambres rudimentarios; lema superior más corta que la espiguilla, elíptica, endurecida, apiculada, papilosa, los márgenes enrollados hacia adentro; pálea endurecida; lodículas 2; estilos 2. Fruto una cariopsis; embrión ca 1/2 de la longitud de la cariopsis, hilo de 1/3 la longitud de la cariopsis, elíptico.

## Taxonomía
Ixophorus unisetus fue descrito por (J.Presl) Schltdl. y publicado en Linnaea 31: 747, 420–422. 1861-1862.
Sinonimia
- Chamaeraphis cirrhosa (E.Fourn.) Kuntze
- Chamaeraphis schiedeana (Schltdl.) Kuntze
- Chamaeraphis uniseta (J.Presl) Kuntze
- Ixophorus palmeri (Vasey) Beetle
- Ixophorus pringlei Scribn.
- Ixophorus pringlei var. minor Scribn.
- Ixophorus pringlei var. pringlei
- Ixophorus schiedeana Schltdl.
- Ixophorus schiedeanus Schltdl.
- Panicum cirrosum (E.Fourn.) Scribn. & Merr.
- Panicum palmeri Vasey
- Panicum pringlei Vasey
- Panicum schiedeanum Trin. ex Beal
- Panicum unisetum (J.Presl) Trin.
- Setaria cirrosa E.Fourn. ex Hemsl.
- Setaria cirrosa E.Fourn.
- Setaria polyneura R.A.W.Herrm.
- Setaria schiedeana (Schltdl.) E.Fourn.
- Setaria schiedeana (Schltdl.) E. Fourn. ex Hemsl.
- Setaria uniseta (J.Presl) E.Fourn.
- Setaria uniseta (J. Presl) E. Fourn. ex Hemsl.
- Urochloa uniseta J.Presl[3][4]